# The Road to Reality
Die Monographie The Road to Reality: A Complete Guide to the Laws of the Universe des britischen Nobelpreisträgers und theoretischen Physikers Roger Penrose wurde im Jahre 2004 veröffentlicht. Es handelt sich um eine sehr umfassende Darstellung insbesondere der modernen Physik samt den dafür notwendigen mathematischen Grundlagen. Diskutiert werden unter anderem die theoretische Mechanik, das Standardmodell der Teilchenphysik, die Quantenmechanik und die Allgemeine Relativitätstheorie, ferner mögliche Kandidaten für eine Weltformel.

## Inhalt
The Road to Reality strebt einen Zugang zu zentralen physikalischen Konzepten an, der sich vom Zugang anderer Lehrwerke wie auch populärwissenschaftlicher Bücher unterscheidet. Diese Bücher entwickeln Modelle wie etwa die des elektrischen und des magnetischen Felds häufig zunächst getrennt, um dann später (zusammen mit der Bereitstellung der notwendigen Mathematik) die Vereinigung dieser Modelle, also etwa das Modell des elektromagnetischen Felds, zu entwickeln. The Road to Reality dagegen behandelt zunächst allgemein die Mathematik und Physik der Raumzeit, um im Anschluss nachgeordnete Phänomene wie beispielsweise Elektrizität und Magnetismus diskutieren zu können.
Das Buch ist sehr umfassend und besitzt fast 1100 Seiten, von denen die ersten 382 Seiten hauptsächlich dem Zweck dienen, dem Leser die notwendigen mathematischen Werkzeuge an die Hand zu geben, um die nachfolgenden, physikalischer orientierten Teile des Buches verstehen zu können. Dieses mathematische Handwerkszeug beinhaltet unter anderem die Analysis der reellen und der komplexen Zahlen, Riemannsche Flächen, Fourierzerlegungen, Mannigfaltigkeiten und Symmetriegruppen bis hin zur Mathematik unendlicher Zahlen, Turingmaschinen und dem Gödelschen Unvollständigkeitssatz.
Die Darstellung der physikalischen Grundlagen beginnt auf Seite 383 mit der Raumzeit und der Geometrie des Minkowski-Raums, gefolgt von klassischer Feldtheorie, theoretischer Mechanik (mit einem Fokus auf Erhaltungssätze) und einer ausführlichen Einführung in die Quantenmechanik, die Quantenfeldtheorie und das Standardmodell der Teilchenphysik. Auch das Problem der quantenmechanischen Messung wird ausführlich diskutiert. Spätere Kapitel behandeln insbesondere kosmologische Probleme, die Rolle der Gravitation beim Kollaps der Wellenfunktion, Supersymmetrie und mögliche Kandidaten für eine Weltformel, namentlich die Stringtheorie, die Schleifenquantengravitation sowie die von Penrose selbst begründete Twistor-Theorie.
Im letzten Kapitel wird vorwiegend Penroses persönliche Perspektive geschildert, die sich von den Ansichten vieler anderer theoretischer Physiker unterscheidet. Er zieht die Schleifenquantengravitation der Stringtheorie vor und betont die Vorteile der Twistor-Theorie. Er verteidigt auch seine umstrittenen Positionen hinsichtlich der Rolle des Bewusstseins für physikalische Prozesse und knüpft damit an seine früheren Werke an (siehe etwa Computerdenken und Schatten des Geistes).

## Auflagen und Übersetzungen
- Roger Penrose: The Road to Reality: A Complete Guide to the Laws of the Universe, Vintage Books, New York 2007, ISBN 978-0-679-77631-4.

Die Originalausgabe ist
- Roger Penrose: The Road to Reality: A Complete Guide to the Laws of the Universe, Jonathan Cape, London 2004, ISBN 978-0-224-04447-9.

Es existiert eine deutsche Teilübersetzung, die lediglich die allgemeinverständlichen Abschnitte des Buches umfasst:
- Roger Penrose: Der Weg zur Wirklichkeit: Die Teilübersetzung für Seiteneinsteiger, Spektrum Akademischer Verlag, Heidelberg 2010, ISBN 978-3-827-42341-2.

## Rezensionen
Lee Smolin analysiert in der Physics Today, das Werk von Penrose zerfalle in zwei Bücher: „The first is a pedagogical introduction to the main ideas of mathematics and physics sufficient, according to Penrose, to take lay readers from the integers to twistor spaces and Calabi–Yau manifolds. The second is a strongly argued critique of the dominant research approach, followed by a formidable argument in favor of his alternative view.“
George Johnson lobt in der New York Times: „The result – if you can make your way through – is a comprehensive guide to physics' big picture, and to the thoughts of one of the world's most original thinkers.“ Zugleich stellt er die kritische Frage nach der Zielgruppe des Buches: „The perfect reader for The Road to Reality, I fantasized, would be someone comfortable traversing the highest planes of abstract reasoning, yet who had missed some of the most important landmarks of scientific history – a being, perhaps, from another place and time.“